# Митчелл, Питер Деннис
Питер Деннис Ми́тчелл (англ. Peter Dennis Mitchell; 29 сентября 1920, Митчем, Суррей — 10 апреля 1992, Бодмин, Корнуолл) — английский биохимик, лауреат Нобелевской премии по химии (1978) за открытие хемоосмотического механизма синтеза АТФ, автор идеи механизма транспорта протонов под названием Q-цикл.
Член Лондонского королевского общества (1974), иностранный член Национальной академии наук США (1977), Французской академии наук (1989).

## Биография
Питер Митчелл родился в Митчеме, Суррее 29 сентября 1920 года. Отец — Кристофер Гиббс Митчелл, государственный служащий, мать — Кейт Беатрис Дороти (урожденная) Таплин. Питер Митчелл получил образование в Королевском колледже (Тонтон) и Колледже Иисуса (Кембриджский университет), где обучался естественным наукам со специализацией в области биохимии.
В 1942 году он начал исследовательскую работу на кафедре биохимии в Кембриджском университете. В начале 1951 года получил степень доктора философии за изучение механизма действия пенициллина. В 1955 году он был приглашен профессором Майклом Свонном для создания биохимического исследовательского подразделения на кафедре зоологии Эдинбургского университета, где он был назначен старшим лектором в 1961 году. В 1963 году Митчелл был вынужден подать в отставку по состоянию здоровья. 

## Научные изыскания
Научные интересы связаны с изучением направленности биохимических реакций в пространстве относительно определенных внутриклеточных ориентиров. Автор хемиосмотической теории окислительного фосфорилирования, лежащей в основе биоэнергетики. 
В 1978 году получил Нобелевскую премию по химии с формулировкой:

За вклад в понимание процесса переноса биологической энергии, сделанный благодаря созданию хемиосмотической теории
Оригинальный текст (англ.)for his contribution to the understanding of biological energy transfer through the formulation of the chemiosmotic theory
— The Nobel Prize in Chemistry 1978 (англ.). Нобелевский фонд. Дата обращения: 28 августа 2012. Архивировано 26 октября 2012 года.